# 블랑카 에스텔라 파본
블랑카 에스텔라 파본(Blanca Estela Pavón, 1926년 2월 21일 ~ 1949년 9월 26일)은 멕시코의 배우이다. 1948 아리엘상 여우주연상 수상자이다.